# Denis Donaldson
Pour les articles homonymes, voir Donaldson.
Denis Donaldson (1950 à Belfast, Irlande du Nord - 4 avril 2006 à Glenties, République d'Irlande) est un membre de l'IRA provisoire et du Sinn Féin. En 2005, sa collaboration avec le MI5 et le Special Branch, du service de police de l'Irlande du Nord, fut mise au jour. Isolé depuis lors dans un cottage du Donegal, il est assassiné le 4 avril 2006. 
Le 12 avril 2009, l'IRA véritable revendique son assassinat. 
L'amitié qui les liait a inspiré à l'écrivain Sorj Chalandon deux romans : Mon traître publié en 2008 puis Retour à Killybegs publié en 2011.

## Sources
- (en) « The spy at the heart of the IRA », The Sunday Times, 18 décembre 2005.
- (en) « Sinn Fein British agent shot dead », BBC News.
- Armelle Thoraval, « La mort sans gloire d'une taupe britannique de l'IRA », Libération, 6 avril 2006.